# NGC 5823
NGC 5823 وتُسمى أيضاً كالدويل 88 هيَ عنقود مفتوح تتواجد في جنوب كوكبة البيكار، كما تمتد حدودها لتصل كوكبة السبع. اكتشفها عالم الفلك الإسكتلندي جيمس دنلوب في عام 1826.